# Adolf Busch
Adolf Georg Wilhelm Busch (ur. 8 sierpnia 1891 w Siegen, zm. 9 czerwca 1952 w Guilford w stanie Vermont) – niemiecki skrzypek, kompozytor i dyrygent.
Brat Fritza Buscha. W latach 1902–1908 uczył się w konserwatorium w Kolonii u Willy’ego Hessa, Brama Elderlinga i Fritza Steinbacha. Następnie studiował kompozycję u Hugo Grütersa w Bonn. W 1912 roku objął stanowisko koncertmistrza w Konzertvereins-Orchester w Wiedniu. W 1918 roku uczył gry na skrzypcach w Hochschule für Musik w Berlinie. Rok później założył kwartet smyczkowy Busch-Quartett. Występował jako solista oraz w trio ze swoim bratem Fritzem i Rudolfem Serkinem. W 1927 roku osiadł w Riehen koło Bazylei, gdzie nauczał muzyki. Jego uczniem był m.in. Yehudi Menuhin. Gdy w 1933 roku do władzy doszli naziści i Serkinowi, z pochodzenia Żydowi, zakazano publicznych występów, na znak protestu opuścił na trwałe Niemcy. Początkowo mieszkał w Szwajcarii, później wyjechał do Londynu. W 1939 roku wyemigrował do USA. W 1950 roku zainicjował Marlboro Festival w Marlboro w stanie Vermont. 
Wysoko ceniony jako pianista, zwłaszcza w zakresie wykonawstwa utworów Bacha, Beethovena i Brahmsa. Nagrywał dla wytwórni RCA Victor. Skomponował m.in. Symfonię e-moll, Capriccio na małą orkiestrę, Koncert skrzypcowy a-moll, Koncert fortepianowy, ponadto liczne miniatury skrzypcowe, utwory kameralne i pieśni.